# Masacre de la Escuela Primaria Robb de Uvalde
La masacre de la Escuela Primaria Robb de Uvalde fue un tiroteo escolar que ocurrió el 24 de mayo de 2022, cuando Salvador Rolando Ramos, de 18 años, abrió fuego en la Escuela Primaria Robb localizada en la ciudad estadounidense de Uvalde, matando a 21 personas e hiriendo a otras diecisiete. 
Después de haber disparado a su abuela en su casa, hiriéndola gravemente, se dirigió a la escuela y disparó en el exterior durante aproximadamente cinco minutos, luego entró con un rifle estilo AR-15 a través de una puerta lateral abierta, sin encontrar resistencia armada. Tras acceder al edificio, se encerró dentro de un aula, en la que mató a todas las víctimas del tiroteo; y permaneció allí durante aproximadamente una hora antes de ser abatido por una Unidad Táctica de la Patrulla Fronteriza de los Estados Unidos (BORTAC). Es el tercer tiroteo más mortífero en una escuela estadounidense después del tiroteo en Virginia Tech en 2007 y el tiroteo en la escuela primaria Sandy Hook en 2012, y el más mortífero en un centro educativo en Texas.
Los agentes de policía locales fueron criticados por sus acciones durante el tiroteo, y su conducta está siendo evaluada en investigaciones de los Rangers de Texas y del Departamento de Justicia de los Estados Unidos. Aunque inicialmente elogió la labor de los primeros en responder al tiroteo, el gobernador de Texas, Greg Abbott, pidió una investigación sobre la falta de acción por parte de los agentes de mayor rango: los agentes habrían esperado 78 minutos en el lugar antes de irrumpir en el aula para enfrentarse a Ramos. La policía también acordonó los terrenos de la escuela, lo que provocó violentos conflictos entre el cuerpo y los civiles que intentaban acceder a la escuela para rescatar a los niños. Posteriormente, fuentes de la policía dieron informes inexactos sobre el cronograma de sus actuaciones, a veces exagerándolas. El Departamento de Seguridad Pública de Texas reconoció que cometió un error al retrasar el asalto a la habitación donde se encontraban Ramos y las víctimas; y lo atribuyó a la decisión del jefe de policía del Distrito Escolar Independiente y Consolidado de Uvalde de calificar a Ramos como un «sujeto detrás de una barricada» en lugar de un «tirador activo».
Después del tiroteo, que tuvo lugar solo diez días después del tiroteo de Búfalo de 2022, se dieron debates más amplios a nivel nacional sobre la cultura y la violencia de las armas en Estados Unidos, el estancamiento en las políticas al respecto, y el fracaso de las fuerzas del orden público a la hora de detener el ataque. Algunos han abogado por la introducción de la prohibición federal de las armas de asalto, mientras que otros criticaron a los representantes políticos por lo que fue interpretado como una forma de perpetuar la ocurrencia de este tipo de eventos.

## Acontecimientos
El 20 de mayo de 2022, tres días después de cumplir 18 años, el perpetrador, Salvador Ramos, compró de forma legal dos fusiles de tipo AR en comercios locales de venta de armas. También adquirió munición el día 18 de mayo.
El 24 de mayo de 2022 Ramos tuvo una disputa con su abuela, de 66 años, respecto al servicio telefónico de su teléfono, en el momento del tiroteo, su abuela hablaba por teléfono con AT&T para posiblemente cancelar el plan telefónico de Salvador  Tras esta, utilizó un arma para disparar contra ella y abandonó la vivienda. La abuela, que recibió el impacto en la cara y se encontraba herida de gravedad, consiguió no obstante contactar con la policía y ser trasladada al hospital de San Antonio, en el que fue ingresada en estado crítico. Enseguida, Ramos utilizó la camioneta familiar para dirigirse a la escuela primaria Robb, situada en el Distrito Escolar Independiente y Consolidado de Uvalde. Al llegar, a las 11:28 a. m. (UTC-5), impactó el vehículo en una zanja cerca del edificio y, al salir de este, un agente de policía lo afrontó, pero consiguió evadirlo y acceder al colegio a través de una puerta trasera a las 11:33, según declaraciones de Chris Olivárez, director del Departamento de Seguridad Pública de Texas. El jefe de policía del distrito de Uvalde estimó que el tiroteo había comenzado a las 11:32. De acuerdo con una publicación en la cuenta de Facebook de la escuela, esta fue cerrada a las 11:43 a. m. en respuesta a disparos en el vecindario.
Una vez dentro, Ramos se encerró en un aula que se encontraba conectada a otra a través de una puerta y disparó a los que se hallaban en ellas, acabando con la vida de 19 alumnos y dos profesoras. Según Olivárez, el grupo de agentes de policía que se encontraba allí no intentó entrar directamente al aula en un primer momento por encontrarse «en situación de desventaja», por lo que tomaron la decisión de romper varias ventanas de la escuela para permitir la evacuación de los que se encontraban dentro. Más tarde, un equipo especial de intervención táctica accedió al lugar donde se encontraba Ramos y lo abatió. Según fuentes de la policía, el intercambio entre los agentes y el perpetrador tuvo una duración de aproximadamente 30 minutos antes de que este abriese fuego contra los alumnos y profesores. La policía afirmó inicialmente que el sospechoso había sido detenido a la 13:00, pero los informes posteriores indicaron que este había sido abatido por los agentes de policía.
Según el gobernador de Texas, Greg Abbott, Ramos habría realizado tres «publicaciones» en la red social Facebook antes de llevar a cabo el tiroteo: en el primer mensaje —enviado 30 minutos antes de dirigirse a la escuela— afirmó que tenía la intención de disparar a su abuela; en el segundo el autor confesaba «He disparado a mi abuela»; y en el tercero, quince minutos antes del tiroteo, el autor declaraba su intención de atacar la escuela. Más tarde, Facebook observaría que se trataba de mensajes privados y no publicaciones, y que estos no fueron descubiertos hasta después de los acontecimientos. Ramos también habría publicado fotos de dos fusiles tipo AR-15 en su cuenta de Instagram en los días previos a la masacre.

## Víctimas
Diecinueve estudiantes y dos profesores murieron en el tiroteo. Los estudiantes estaban en segundo, tercer y cuarto grado. Las demás víctimas heridas de diversa consideración fueron trasladadas al Hospital universitario de San Antonio. El gobernador de Texas, Greg Abbott, informó que dos policías recibieron disparos pero no sufrieron heridas serias.

## El perpetrador
Salvador Rolando Ramos (Dakota del Norte; 16 de mayo de 2004 - 24 de mayo de 2022) fue un estudiante del Instituto Uvalde que vivía en la localidad homónima. Antes del tiroteo no tenía antecedentes penales o problemas de salud mental documentados. Según sus compañeros y amigos, era tartamudo y tenía sigmatismo, por lo que era acosado a menudo. Tenía pocos amigos. Además, se metía en peleas a puñetazos con sus compañeros, peleas en las que en ocasiones utilizaba unos guantes de boxeo que llevaba consigo.
Por su edad, tendría que graduarse del instituto en 2022, pero sus frecuentes ausencias a clase hacían que su graduación fuera bastante improbable. Hasta un mes antes del tiroteo trabajó en el Wendy's de la localidad, donde llevaba trabajando, por lo menos, un año. Según el gerente del restaurante, Ramos hacía lo posible para mantenerse al margen; y según uno de sus compañeros alegó que enviaba mensajes inapropiados a sus compañeras y amenazaba a los cocineros preguntándoles «¿Sabes quién soy?».
Un año antes de los acontecimientos empezó a subir a su cuenta de Instagram fotos de los rifles que estaban en su «lista de deseados», y el día después de cumplir 18 años compró legalmente un rifle semiautomático en una tienda local. Tres días después compró otro, cuya imagen subió a su cuenta de Instagram tres días antes del tiroteo. También envió un mensaje ocho días antes de los acontecimientos a una persona que conoció a través de Yubo, en el cual mostraba un recibo de un AR-15 comprado por Internet en Daniel Defense. El 18 de mayo compró 375 cartuchos de munición 5,56.
Ramos vivía con su madre, sin embargo 2 meses antes del tiroteo tuvo una discusión con ella acerca del servicio de internet, la discusión fue transmitida en vivo vía Instagram por Salvador la cual terminó con la policía acudiendo a la casa. Tras la pelea, Salvador se fue a vivir con sus abuelos hasta el día del tiroteo Su madre vivía en la misma localidad y el padre no estaba presente en su vida. El abuelo se dedicaba a la instalación y mantenimiento de aire acondicionado, y su nieto le ayudaba de vez en cuando en el trabajo.

## Investigación
El FBI y la ATF colaboraron con la policía local en la investigación. Las armas y los cargadores de municiones de Ramos fueron recuperados por las autoridades para su posterior análisis balístico.

## Respuestas y reacciones
El presidente de los Estados Unidos Joe Biden, que se encontraba de viaje de regreso tras la Cumbre de Asia Oriental, fue informado del tiroteo y realizó declaraciones públicas esa misma noche tras llegar al país.
Pocas horas después del suceso, el presidente Biden se dirigió en un mensaje a la nación estadounidense y expresó sus condolencias por la masacre ocurrida en horas de la mañana en una escuela primaria en el condado de Uvalde, Texas. Desde el Salón Roosevelt de la Casa Blanca, acompañado por su esposa Jill, ambos con semblante sombrío, aseguró que era un mensaje que no esperaba nunca ofrecer como presidente. Biden ordenó que las banderas del país ondeasen a media asta por el tiroteo perpetrado en Texas.
Steve Kerr, entrenador de los Golden State Warriors, antes del cuarto partido de la final de la Conferencia Oeste de la NBA contra los Dallas Mavericks en el American Airlines Center de Dallas, dio una fuerte declaración contra el Partido Republicano por rechazar el control de armas de fuego en Estados Unidos después del tiroteo. Lo ocurrido también fue condenado desde las filas republicanas, pero sus líderes evitaron entrar en el debate sobre el control de armas. La vicepresidenta de los Estados Unidos, Kamala Harris, pidió a la sociedad y líderes políticos de su país tener el coraje necesario para poner fin a los tiroteos y tomar medidas concretas que eviten que se repitan masacres como la ocurrida en Uvalde, Texas.
Las cuentas de redes sociales de los Yankees de Nueva York y los Rays de Tampa Bay comenzaron a publicar datos sobre la violencia armada durante un juego en St. Petersburg, Florida.
El arzobispo de la Arquidiócesis de San Antonio, Gustavo García Siller, indicó que en Estados Unidos, y más en Texas, se tiene una idolatría por las armas, por lo que pidió a los líderes políticos de todos los niveles que caminen del lado de la gente y dejen los intereses económicos, la fama, el poder y el control.
El tiroteo fue condenado internacionalmente, incluso por el Gobierno de México, que dijo que estaba trabajando con las autoridades estadounidenses para identificar a las víctimas mexicanas en el ataque. En el Reino Unido, el primer ministro Boris Johnson y el líder de la oposición Keir Starmer rindieron homenaje a las víctimas en la Cámara de los Comunes. El tiroteo también fue denunciado por el primer ministro canadiense, Justin Trudeau, el presidente de Ucrania, Volodymyr Zelenskyy, el presidente francés, Emmanuel Macron, la primera ministra de Nueva Zelanda, Jacinda Ardern, el primer ministro israelí, Naftali Bennett, el presidente de Gobierno español, Pedro Sánchez, el secretario general de las Naciones Unidas, António Guterres, y el papa Francisco.

### Reacción de la Asociación Nacional del Rifle
La Asociación Nacional del Rifle, el grupo de presión proarmas más poderoso de Estados Unidos, en un breve comunicado, culpó de la masacre en la escuela de Texas a un "criminal solitario y trastornado", en medio de nuevas olas de críticas al grupo por promover la posesión de armas. En la reunión anual de este fin de semana en Houston, indicó que «nos comprometeremos a redoblar nuestro compromiso para hacer que nuestras escuelas sean seguras».

### Pronunciamiento de familiares del perpetrador
Adriana Reyes, la madre de Salvador Ramos, el atacante de la Escuela Primaria Robb en Uvalde, Texas, dijo que estaba en estado de shock y pidió perdón después de que su hijo disparara y matara a 21 personas. El abuelo del perpetrador, Rolando Reyes indicó que está desconcertado y lamentó el dolor de las familias por los actos de su nieto.

### Críticas a la actuación policial
La policía se ha enfrentado a preguntas y críticas sobre la decisión de los agentes de reunirse fuera de la escuela y no entrar durante un tiempo de entre 40 minutos y una hora después de que Ramos hubiera entrado al edificio. Varias personas que presenciaron el desarrollo del incidente señalaron que testigos urgieron a la policía a entrar en la escuela, y uno incluso consideró hacerlo por su cuenta, frustrado por la falta de acción de los agentes policiales. Los familiares de las personas fallecidas en la masacre cuestionan a la policía por no entrar inmediatamente a la primaria de Uvalde durante el tiroteo según un video grabado desde afuera de la Primaria Robb de Uvalde, la policía local tardó al menos media hora en entrar al edificio y neutralizar al atacante. El jefe de Seguridad Pública de Texas reconoció que fue un error no derribar la puerta del salón donde estaba atrincherado el atacante y neutralizarlo.

#### Anuncio del Departamento de Justicia
El Departamento de Justicia de Estados Unidos ha anunciado  una revisión de la respuesta de las autoridades policiales locales y federales a la masacre de Uvalde, Texas, en la que un hombre mató a 19 alumnos y dos profesoras de un colegio por petición de la autoridad local y se produce en medio de una creciente presión y preguntas sobre la información a veces contradictoria sobre lo que sucedió en el tiroteo pasado en la Escuela Primaria Robb y cómo respondió la policía.

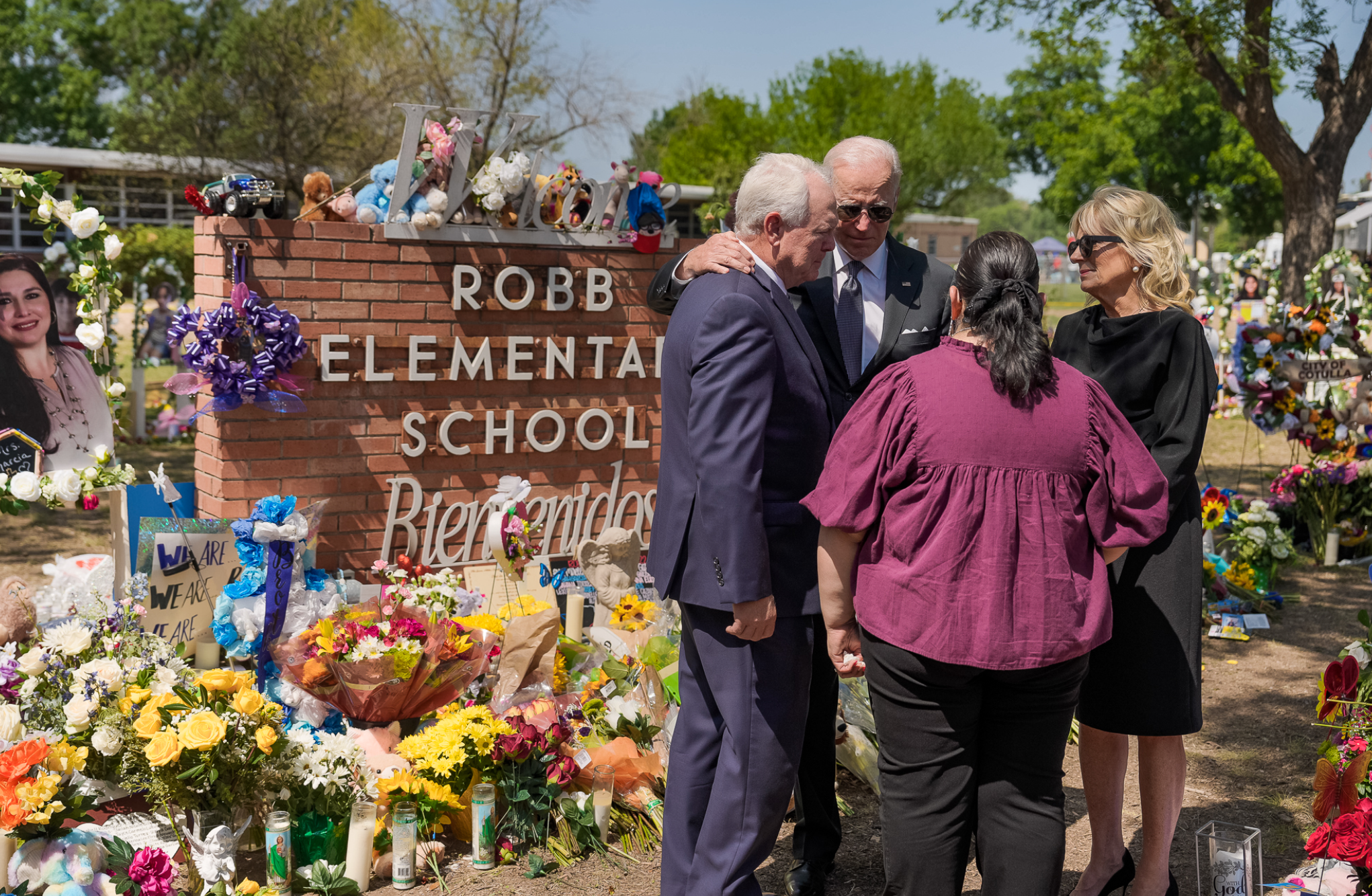
El presidente Joe Biden y la primera dama Jill Biden con la directora de Robb Elementary, Mandy Gutiérrez

### Visita presidencial
El día 29 de mayo de 2022, el Presidente de los Estados Unidos Joe Biden y la Primera dama de los Estados Unidos Jill Biden visitaron Uvalde, Texas, para reunirse con las familias de las víctimas del tiroteo ocurrido en la escuela primaria de Uvalde. A su llegada, Biden se acercó con lágrimas en los ojos a dejar junto a su esposa un ramo de flores en el monumento conmemorativo improvisado al frente de la Escuela Primaria Robb, Un grupo de personas en el lugar los recibieron con aplausos, pero en la llegada del gobernador de Texas, Greg Abbott, se escucharon abucheos. Después de reunirse con los familiares y asistir a un acto religioso en la Iglesia Corazón de Jesús de Uvalde, la pareja presidencial se reunió con rescatistas y personal de emergencia que atendió el incidente.